# 中国慰安妇问题研究中心
中国慰安妇问题研究中心是中国大陆首个日军慰安妇问题的研究中心。

## 历史
成立于1999年3月15日，隸屬上海师范大学，成立以来致力于调查慰安妇史实、寻访幸存的中国慰安妇，并给普遍生存状况较差的幸存慰安妇以生活费用。首任主任为苏智良。
2007年7月5日，由中国慰安妇问题研究中心主办的中国慰安妇资料馆正式对外开放。

## 外部連結
- 中国慰安妇研究中心
- 苏智良谈慰安妇：作为一个男人听到都会流眼泪（页面存档备份，存于）
- 苏智良：战斗，就凭那一颗良心（页面存档备份，存于）
- 苏智良:寻访和资助慰安妇,不应是一个人的“战斗”